# Stadio FK IMT
Lo stadio FK IMT (in serbo Стадион ФК ИMT?) è uno stadio di calcio situato a Novi Beograd, comune di Belgrado. È di proprietà del FK IMT. 

## Storia
Lo stadio viene costruito nel 1953 ed è da sempre la casa del FK IMT a Novi Beograd.
Si trova accanto lo Sportski kompleks "Ranko Žeravica", il palazzo dello sport di Novi Beograd.
Si tratta di uno stadio rinnovato nel 2013 e una capienza massima portata a 1.150 posti a sedere disposti su due tribune, entrambe scoperte, con l'inaugurazione ufficiale avvenuta il 20 novembre dello stesso anno.
L'impianto è ubicato in Pariske Komune 20 e, oltre al campo principale, presenta quello di allenamento, in erba artificiale ed altri di calcio a 5.